# Eliminació directa

El torneig ha transcorregut fins a les semifinals, els guanyadors de l'enfrontament Lisa-Ernie i el de l'Andrew-Robert jugaran la final.

L'eliminació directa és un sistema utilitzat en diverses competicions esportives o torneigs, que consisteix que el perdedor d'un encontre és immediatament eliminat. Es van jugant rondes i en cadascuna d'elles s'elimina cert nombre de participants fins a deixar un únic competidor que es corona com a campió. No obstant això, poden existir excepcions en què un participant prèviament eliminat pugui seguir competint, ja sigui reingressant al sistema d'eliminació o jugant partits de consolació com ara el partit pel tercer lloc. Aquest sistema és conegut de vegades per la seva denominació en anglès nord-americà, play-off.
Aquest tipus de torneig se sol disputar abans o després d'una fase regular en la qual els equips s'enfronten tots contra tots. En aquesta fase, els participants solen estar dividits en grups o divisions geogràfiques.
És molt utilitzat en torneigs esportius, com en el tennis, en algunes copes del futbol i bàsquet, i també en les fases finals del campionat del món d'escacs.

## Format
Aquest sistema funciona a la perfecció quan el nombre de participants correspon a alguna de les potències de 2. Amb això, s'assegura que cadascun dels competidors juguin el mateix nombre de rondes i que en cada ronda es redueixi a la meitat el nombre de participants.
Cada ronda està formada per diversos partits, en què els guanyadors de cadascun es classifiquen. Els classificats s'enfrontaran entre si d'acord amb el que estableixen les claus dissenyades prèviament. Les rondes reben noms d'acord amb la quantitat de participants, essent les més comunes: vuitens de final, quarts de final, semifinals i final per a 16, 8, 4 i 2 competidors, respectivament.
Quan el nombre de participants no és un múltiple de dos, es poden fer rondes preliminars (per tal d'eliminar competidors) o alguns passen automàticament a rondes més avançades, especialment aquells de més prestigi.
En alguns torneigs es poden realitzar alguns encontres, anomenats de consolació, per poder determinar la posició de cadascun dels equips, més enllà del primer i segon lloc (que es determinen pel resultat de la final). El més comú correspon al partit pel tercer lloc, tot i que existeixen també algunes definicions de 5è i 6è, i fins i tot 7è i 8è.
El sistema d'eliminació directa pot preveure diversos encontres per cada enfrontament entre competidors. En el cas d'un sistema simple, l'enfrontament és en un sol partit, el qual no pot finalitzar sense algun resultat definitiu. En cas que això no es produeixi de forma tradicional, hi ha diverses tècniques de desempat, com la pròrroga o la repetició d l'encontre. Al futbol, quan el desempat es produeix a causa del llançament de penals, estadísticament es considera com empat.
Quan es disputen dos partits, la classificació depèn dels resultats globals. En el cas del futbol, guanya aquell equip que hagi guanyat els dos partits o guanyat un i empatat l'altre. Si els dos partits acaben en empat o cada equip guanya el seu partit, es poden considerar altres mètodes com la classificació d'acord amb qui té més diferència de gols o nombre de gols anotats com a visita. En altres casos, es realitza immediatament la definició per mitjà de penals.
Si hi ha més de dos partits (en general aquests totalitzen un nombre senar), els partits llavors es disputen successivament fins que algú abasti un nombre de victòries que sigui impossible de remuntar. Per exemple, si es juguen set partits, classificarà aquell qui arribi a quatre victòries.

## Exemples
El tennis té en els seus principals torneigs, com Wimbledon o Roland Garros un sistema d'eliminació directa, en què els caps de sèrie poden saltar-se algunes rondes. En el futbol, el sistema d'eliminació directa és principalment utilitzat en torneigs internacionals o copes. En competicions internes, en general s'utilitza el sistema de lliga. Alguns cops es fa servir un sistema mixt, en què es barreja un sistema de tots contra tots per grups amb un d'eliminació directa en la fase final. Aquest mètode és utilitzat, per exemple, en la Copa del Món de Futbol.
En l'actualitat, la ronda final de la Copa del Món de Futbol presenta un sistema d'eliminació directa simple, mentre alguns torneigs com la Lliga de Campions de la UEFA es disputen per un sistema d'eliminació doble.
L'eliminació directa va ser utilitzada per primera vegada el 1903 per decidir el campió nord-americà de beisbol; llavors es van enfrontar un equip de la "Lliga Americana" contra un de la "Lliga Nacional". de tota manera, hom creu que ja s'utilitzaven des 1897 a la Lliga de Futbol Australià, malgrat que no es tenen dades fiables fins a 1911.
Als Estats Units, són molt coneguts els playoffs de la'NBA, que engloben els 16 millors equips de la temporada, vuit per cada conferència (Est i Oest). Altres esports en els quals també es fa servir el sistema són el futbol americà (NFL per exemple), el beisbol (MLB), l'hoquei, els escacs i el tennis.
El següent esquema mostra un exemple d'un sistema d'eliminació simple, la ronda final de la Copa del Món de Futbol de 2006.
|  | Vuitens de final            | Vuitens de final            |                         |       | Quarts de final | Quarts de final |                         |                         | Semifinals | Semifinals |  |  | Final | Final |
|  |                             |                             |                         |       |                 |                 |                         |                         |            |            |  |  |       |       |
|  | 24 de juny - Múnic          |                             |                         |       |                 |                 |                         |                         |            |            |  |  |       |       |
|  |                             |                             |                         |       |                 |                 |                         |                         |            |            |  |  |       |       |
|  | Alemanya                    | 2                           |                         |       |                 |                 |                         |                         |            |            |  |  |       |       |
|  | Alemanya                    | 2                           | 30 de juny - Berlín     |       |                 |                 |                         |                         |            |            |  |  |       |       |
|  | Suècia                      | 0                           |                         |       |                 |                 |                         |                         |            |            |  |  |       |       |
|  | Suècia                      | 0                           | Alemanya (pen.)         | 1 (4) |                 |                 |                         |                         |            |            |  |  |       |       |
|  | 24 de juny - Leipzig        |                             | Alemanya (pen.)         | 1 (4) |                 |                 |                         |                         |            |            |  |  |       |       |
|  |                             | Argentina                   | 1 (2)                   |       |                 |                 |                         |                         |            |            |  |  |       |       |
|  | Argentina (pròrroga)        | Argentina                   | 1 (2)                   | 2     |                 |                 |                         |                         |            |            |  |  |       |       |
|  | Argentina (pròrroga)        |                             | 4 de juliol - Dortmund  | 2     |                 |                 |                         |                         |            |            |  |  |       |       |
|  | Mèxic                       | 1                           |                         |       |                 |                 |                         |                         |            |            |  |  |       |       |
|  | Mèxic                       | 1                           | Alemanya                | 0     |                 |                 |                         |                         |            |            |  |  |       |       |
|  | 26 de juny - Kaiserslautern |                             | Alemanya                | 0     |                 |                 |                         |                         |            |            |  |  |       |       |
|  |                             | Itàlia (pròrroga)           | 2                       |       |                 |                 |                         |                         |            |            |  |  |       |       |
|  | Itàlia                      | Itàlia (pròrroga)           | 2                       | 1     |                 |                 |                         |                         |            |            |  |  |       |       |
|  | Itàlia                      | 30 de juny - Hamburg        |                         | 1     |                 |                 |                         |                         |            |            |  |  |       |       |
|  | Austràlia                   | 0                           |                         |       |                 |                 |                         |                         |            |            |  |  |       |       |
|  | Austràlia                   | 0                           | Itàlia                  | 3     |                 |                 |                         |                         |            |            |  |  |       |       |
|  | 26 de juny - Colònia        |                             | Itàlia                  | 3     |                 |                 |                         |                         |            |            |  |  |       |       |
|  |                             | Ucraïna                     | 0                       |       |                 |                 |                         |                         |            |            |  |  |       |       |
|  | Suïssa                      | Ucraïna                     | 0                       | 0 (0) |                 |                 |                         |                         |            |            |  |  |       |       |
|  | Suïssa                      |                             | 9 de juliol - Berlín    | 0 (0) |                 |                 |                         |                         |            |            |  |  |       |       |
|  | Ucraïna (pen.)              | 0 (3)                       |                         |       |                 |                 |                         |                         |            |            |  |  |       |       |
|  | Ucraïna (pen.)              | 0 (3)                       | Itàlia (pen.)           | 1 (5) |                 |                 |                         |                         |            |            |  |  |       |       |
|  | 25 de juny - Stuttgart      |                             | Itàlia (pen.)           | 1 (5) |                 |                 |                         |                         |            |            |  |  |       |       |
|  |                             | França                      | 1 (3)                   |       |                 |                 |                         |                         |            |            |  |  |       |       |
|  | Anglaterra                  | França                      | 1 (3)                   | 1     |                 |                 |                         |                         |            |            |  |  |       |       |
|  | Anglaterra                  | 1 de juliol - Gelsenkirchen |                         | 1     |                 |                 |                         |                         |            |            |  |  |       |       |
|  | Equador                     | 0                           |                         |       |                 |                 |                         |                         |            |            |  |  |       |       |
|  | Equador                     | 0                           | Anglaterra              | 0 (1) |                 |                 |                         |                         |            |            |  |  |       |       |
|  | 25 de juny - Nuremberg      |                             | Anglaterra              | 0 (1) |                 |                 |                         |                         |            |            |  |  |       |       |
|  |                             | Portugal (pen.)             | 0 (3)                   |       |                 |                 |                         |                         |            |            |  |  |       |       |
|  | Portugal                    | Portugal (pen.)             | 0 (3)                   | 1     |                 |                 |                         |                         |            |            |  |  |       |       |
|  | Portugal                    |                             | 5 de juliol - Múnic     | 1     |                 |                 |                         |                         |            |            |  |  |       |       |
|  | Països Baixos               | 0                           |                         |       |                 |                 |                         |                         |            |            |  |  |       |       |
|  | Països Baixos               | 0                           | Portugal                | 0     |                 |                 |                         |                         |            |            |  |  |       |       |
|  | 27 de juny - Dortmund       |                             | Portugal                | 0     |                 |                 |                         |                         |            |            |  |  |       |       |
|  |                             | França                      | 1                       |       | Tercer lloc     | Tercer lloc     |                         |                         |            |            |  |  |       |       |
|  | Brasil                      | França                      | 1                       | 3     | Tercer lloc     | Tercer lloc     |                         |                         |            |            |  |  |       |       |
|  | Brasil                      | 1 de juliol - Frankfurt     | 1 de juliol - Frankfurt | 3     |                 |                 | 8 de juliol - Stuttgart | 8 de juliol - Stuttgart |            |            |  |  |       |       |
|  | Ghana                       | 1 de juliol - Frankfurt     | 1 de juliol - Frankfurt | 0     |                 |                 | 8 de juliol - Stuttgart | 8 de juliol - Stuttgart |            |            |  |  |       |       |
|  | Ghana                       | Brasil                      | 0                       | 0     | Alemanya        | 3               |                         |                         |            |            |  |  |       |       |
|  | 27 de juny - Hannover       | Brasil                      | 0                       |       | Alemanya        | 3               |                         |                         |            |            |  |  |       |       |
|  |                             | França                      | 1                       |       | Portugal        | 1               |                         |                         |            |            |  |  |       |       |
|  | Espanya                     | França                      | 1                       | 1     | Portugal        | 1               |                         |                         |            |            |  |  |       |       |
|  | Espanya                     |                             |                         | 1     |                 |                 |                         |                         |            |            |  |  |       |       |
|  | França                      | 3                           |                         |       |                 |                 |                         |                         |            |            |  |  |       |       |
|  | França                      | 3                           |                         |       |                 |                 |                         |                         |            |            |  |  |       |       |